# Hans Imler
Hans Imler (* 6. März 1889 in Dudweiler, heute Saarbrücken; † 3. Dezember 1976 in Augsburg) war ein deutscher Politiker der CSU.

## Leben und Beruf
Imler, Sohn eines Bergmanns, absolvierte die Ausbildung zum technischen Zeichner. 1911 tritt er der christlichen Gewerkschaftsbewegung bei und kam 1912 als Gewerkschaftssekretär der Christlichen Gewerkschaften nach Augsburg. 1915 übernahm er den Vorsitz des Kartells der Christlichen Gewerkschaften. Trotz seiner Bemühungen konnte er die 1933 erfolgte Eingliederung der Christlichen Gewerkschaften in die Deutsche Arbeitsfront nicht verhindern. 1933 wurde er zum Inspektor des Ulrichsheims und es Caritas-Verbandes. Im Dezember 1946 wurde er zum kommissarischen Leiter der Landesversicherungsanstalt Schwaben ernannt und von 1948 bis 1955 war er deren Direktor. Zuletzt bekleidete er die Funktion eines leitenden Regierungsdirektors.

## Politik
1916 gehörte Imler dem Landesausschuss der Zentrumspartei an. Später wechselte er zur BVP, wo er ab 1919 dem Landesausschuss angehörte. 1921 übernahm er den zweiten Vorsitz der BVP in Schwaben. Mitglied des Augsburger Stadtrats war er ab 1919. 1933 wurde er seiner politischen Ämter entbunden.
1945 beteiligte sich Imler an der Gründung der Augsburger CSU. Er gehörte zunächst dem Beirat und von 1946 bis 1956 erneut dem Augsburger Stadtrat an, in den ersten beiden Jahren war er dort Vorsitzender der CSU-Fraktion.
1946 gehörte Imler der Verfassunggebenden Landesversammlung in Bayern an.

## Ehrungen
- 1956: Altstadtrat
- 1957: Bundesverdienstkreuz am Bande
- 1962: Bayerischer Verdienstorden